# 이성주 (1911년)
이성주(李成株, 1911년 음력 3월 29일 ~ 1994년 11월 23일, 경기 고양)는 대한민국의 정치인이다. 
1911년 3월 29일(음력) 함경남도 북청군 신포면 신포읍에서 출생. 북청 대성중학교와 청구대학교 법과를 나온 이후 신포중학교를 설립하였다. 한청 총본부 부단장, 대한독립촉성전국청년 총연맹 부위원장, 서울대 약학대학 이사, 제주ㆍ경남ㆍ충북도경찰국장, 치안국장을 지냈다. 
한동석 의원의 사망으로 공석이 된 고양군에서 1956년 11월 5일 보궐선거에서 당선되어 제3대 민의원의원을 시작하여 제4대 민의원의원도 지냈다. 
1994년 11월 23일 한양대학교 병원에서 노환으로 별세했다. 부인 고 유종덕(劉鍾德) 여사와의 사이에 3남 3녀를 두었다.

## 역대 선거 결과
|  | 0% |

|  | 58.43% |

## 참고 자료
- 이성주 - 대한민국헌정회
- 언론재단 《동아일보》(1994.11.24.) 29면